# Campeonato Mundial de Ciclismo en Pista de 1985
El LXXXII Campeonato Mundial de Ciclismo en Pista se celebró en Bassano (Italia) entre el 21 de agosto y el 1 de septiembre de 1985 bajo la organización de la Unión Ciclista Internacional (UCI) y la Federación Italiana de Ciclismo.
Las competiciones se realizaron en la pista del Estadio Rino Mercante de la ciudad italiana. En total se disputaron 14 pruebas, 12 masculinas (5 profesionales y 7 amateur) y 2 femeninas.

## Medallistas

### Masculino profesional
| Evento                 | Oro                          | Plata                     | Bronce                                      |
| ---------------------- | ---------------------------- | ------------------------- | ------------------------------------------- |
| Velocidad individual   | Koichi Nakano Japón          | Yoshiyuki Matsueda Japón  | Ottavio Dazzan · Italia                     |
| Persecución individual | Hans-Henrik Ørsted Dinamarca | Anthony Doyle Reino Unido | Gregor Braun RFA                            |
| Carrera por puntos     | Urs Freuler · Suiza          | Hans Ledermann · Suiza    | Stefano Allocchio · Italia                  |
| Keirin                 | Urs Freuler · Suiza          | Ottavio Dazzan · Italia   | Masamitsu Takizawa Japón Dieter Giebken RFA |
| Medio fondo            | Bruno Vicino · Italia        | Daniel Clark Australia    | Werner Betz RFA                             |

### Masculinoamateur
| Evento                  | Oro                                                                                 | Plata                                                                                  | Bronce                                                                 |
| ----------------------- | ----------------------------------------------------------------------------------- | -------------------------------------------------------------------------------------- | ---------------------------------------------------------------------- |
| Velocidad individual    | Lutz Heßlich RDA                                                                    | Michael Hübner RDA                                                                     | Ralf-Guido Kuschy RDA                                                  |
| Persecución individual  | Viacheslav Yekimov URSS                                                             | Gintautas Umaras URSS                                                                  | Roland Günther RFA                                                     |
| Persecución por equipos | Italia · Roberto Amadio · Massimo Brunelli · Gianpaolo Grisandi · Silvio Martinello | Polonia · Ryszard Dawidowicz · Marian Turowski · Leszek Stępniewski · Andrzej Sikorski | URSS Viacheslav Yekimov Alexandr Krasnov Marat Ganeyev Vasili Shpundov |
| 1 km contrarreloj       | Jens Glücklich RDA                                                                  | Philippe Boyer Francia                                                                 | Martin Vinnicombe Australia                                            |
| Carrera por puntos      | Martin Penc Checoslovaquia                                                          | Philippe Grivel · Suiza                                                                | Dan Frost Dinamarca                                                    |
| Medio fondo             | Roberto Dotti · Italia                                                              | Roland Königshofer · Austria                                                           | Mario Gentili · Italia                                                 |
| Tándem                  | Checoslovaquia Vítězslav Vobořil Roman Řehounek                                     | Estados Unidos Nelson Vails Leslie Barczewski                                          | RFA Sascha Wallscheid Frank Weber                                      |

### Femenino
| Evento                 | Oro                          | Plata                            | Bronce                        |
| ---------------------- | ---------------------------- | -------------------------------- | ----------------------------- |
| Velocidad individual   | Isabelle Nicoloso Francia    | Connie Paraskevin Estados Unidos | Natalia Krushelnitskaya URSS  |
| Persecución individual | Rebecca Twigg Estados Unidos | Jeannie Longo Francia            | Margaret Maass Estados Unidos |

## Medallero
| Núm. | País           | Oro | Plata | Bronce | Total |
| ---- | -------------- | --- | ----- | ------ | ----- |
| 1    | Italia         | 3   | 1     | 3      | 7     |
| 2    | Suiza          | 2   | 2     | 0      | 4     |
| 3    | RDA            | 2   | 1     | 1      | 4     |
| 4    | Checoslovaquia | 2   | 0     | 0      | 2     |
| 5    | Estados Unidos | 1   | 2     | 1      | 4     |
| 6    | Francia        | 1   | 2     | 0      | 3     |
| 7    | URSS           | 1   | 1     | 2      | 4     |
| 8    | Japón          | 1   | 1     | 1      | 3     |
| 9    | Dinamarca      | 1   | 0     | 1      | 2     |
| 10   | Australia      | 0   | 1     | 1      | 2     |
| 11   | Austria        | 0   | 1     | 0      | 1     |
| 11   | Polonia        | 0   | 1     | 0      | 1     |
| 11   | Reino Unido    | 0   | 1     | 0      | 1     |
| 14   | RFA            | 0   | 0     | 5      | 5     |
|      | TOTAL          | 14  | 14    | 15     | 43    |